# Daniel Kunze
Daniel Kunze (* 1988 in Linz, Oberösterreich) ist ein österreichischer Regisseur.

## Leben
Daniel Kunze wuchs in Linz auf und besuchte den musisch-kreativen Zweig der Hamerlingschule. Im Anschluss studierte er Publizistik an der Universität Wien und nahm an einer Masterclass von Heribert Sasse am Theater in der Josefstadt teil. Er absolvierte von 2013 bis 2017 ein Regiestudium an der Folkwang Universität der Künste in Essen und Bochum. Seine Abschlussinszenierung Die Möglichkeit einer Insel nach dem gleichnamigen Roman wurde zum Körber Studio Junge Regie am Thalia Theater Hamburg sowie zum Your Chance Festival in Moskau eingeladen.
Kunze arbeitet an verschiedenen Theatern, wie dem Staatstheater Wiesbaden, dem Staatstheater Saarbrücken, dem Bamberger ETA Hoffmann Theater, dem Theater Baden-Baden und dem Theater Lüneburg. Kunze ist Gründungsmitglied des regie-netzwerks.
Für seinen Kurzspielfilm Wenn ich ich sage wurde er (zusammen mit Mats Süthoff) beim TheaterFilmFest-Fiktiva 15 mit dem Publikumspreis ausgezeichnet. Als bester Nachwuchskünstler 2017 wurde er in der Kritikerumfrage der Welt am Sonntag genannt (für Kein Licht von Elfriede Jelinek am Prinzregenttheater Bochum) und in der Fachzeitschrift Die Deutsche Bühne für die beste Inszenierung 2019/20 (für Vögel von Wajdi Mouawad am Staatstheater Wiesbaden). Die Uraufführung von Björn SC Deigners Stück Die Polizey am ETA Hoffmann Theater Bamberg wurde zum Heidelberger Stückemarkt 2021 eingeladen.
Ab der Spielzeit 2025/26 übernimmt Daniel Kunze zusammen mit seinem Kollegen Jakob Arnold die Intendanz am Schlosstheater Moers.

## Inszenierungen (Auswahl)
- 2015: Die Präsidentinnen von Werner Schwab, Prinzregenttheater Bochum, Pina Bausch-Theater Essen
- 2016: Odyssee nach Homer, Rottstraße 5 Theater, Bochum[7]
- 2016: Die Möglichkeit einer Insel nach Michel Houellebecq, Folkwang-Theaterzentrum Bochum[8]
- 2017: Kein Licht von Elfriede Jelinek, Prinzregenttheater Bochum in Kooperation mit der Folkwang Universität[9]

- 2017: Am Königsweg von Elfriede Jelinek, ETA Hoffmann Theater Bamberg[2]
- 2018: Überfluss Wüste von Robert Woelfl, ETA Hoffmann Theater Bamberg (UA)[2]
- 2019: Robinson & Crusoe nach Nino d'Introna und Giacomo Ravicchio, Theater Baden-Baden[10]
- 2019: Vögel von Wajdi Mouawad, Staatstheater Wiesbaden[1]
- 2019: Steve Jobs von Alban Lefranc, Staatstheater Saarbrücken, Inszenierung beim 13. Festival Primeurs[11]
- 2020: Gaststätte Aktivist von lunatiks produktion im Rahmen des Doppelpass-Fond, Theater Brandenburg (UA)[12]
- 2020: Die Polizey von Björn SC Deigner (Auftragswerk), ETA Hoffmann Theater Bamberg (UA)[13]
- 2021: Quichotte nach dem Roman von Salman Rushdie, Staatstheater Wiesbaden (UA)[1]
- 2022: Corpus Delicti von Juli Zeh, Staatstheater Wiesbaden[14]
- 2022: Drei Schwestern von Anton Cechov, Theater Lüneburg
- 2022: Hedda Gabler von Henrik Ibsen, Theater Lüneburg
- 2023: Revolutionstrilogie von Esteve Soler, Theater Orchester Biel Solothurn
- 2023: Hamlet nach William Shakespeare, Landesbühne Niedersachsen Nord
- 2024: Bühnenbeschimpfung von Sivan Ben Yishai, Landesbühne Niedersachsen Nord[15]

## Filmografie
- 2015: Wenn ich ich sage. Kurzspielfilm, Metropolis Kino Bochum[16]